# Dorfkirche Ruest

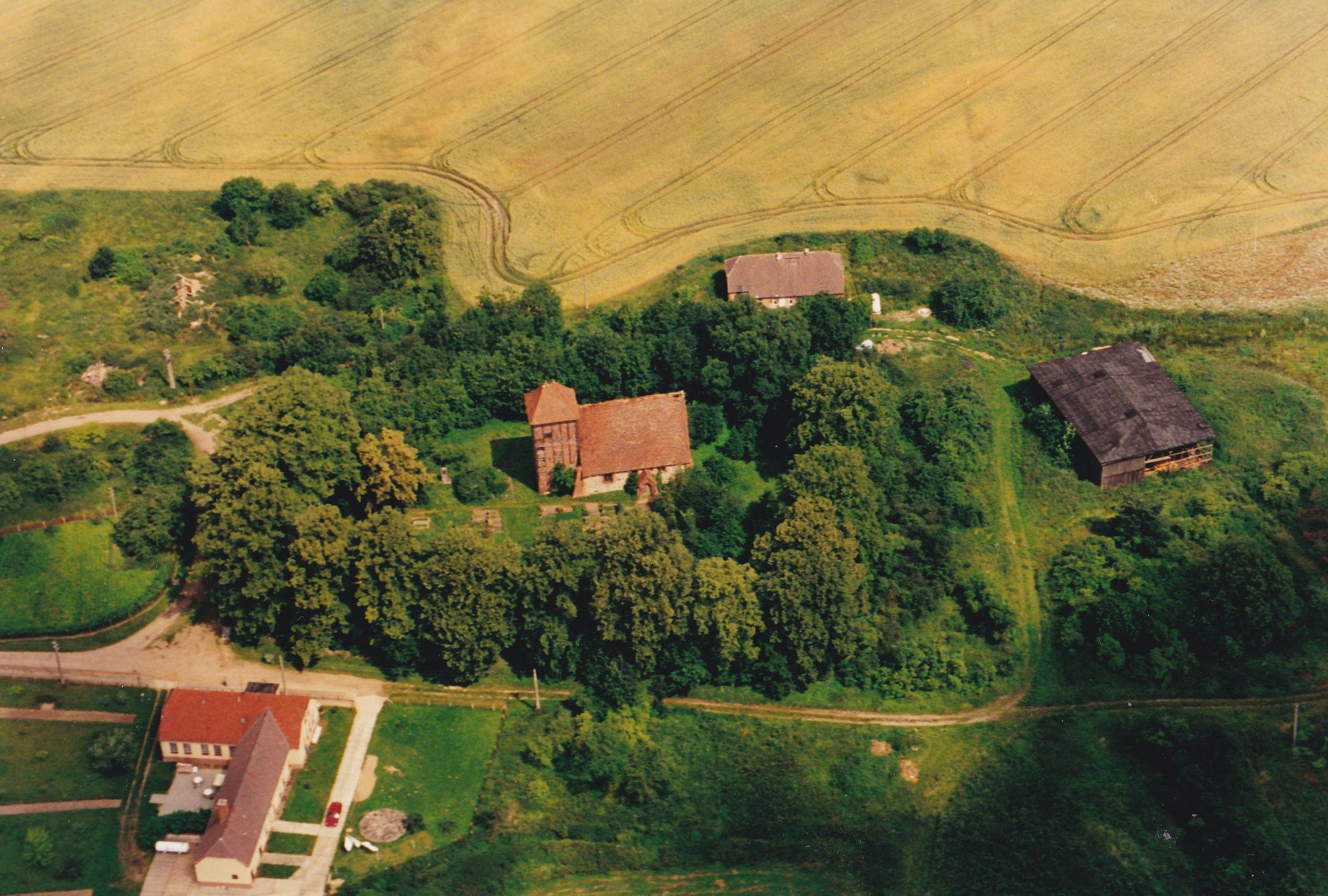
Dorfkirche und Pflegeheim (1995)

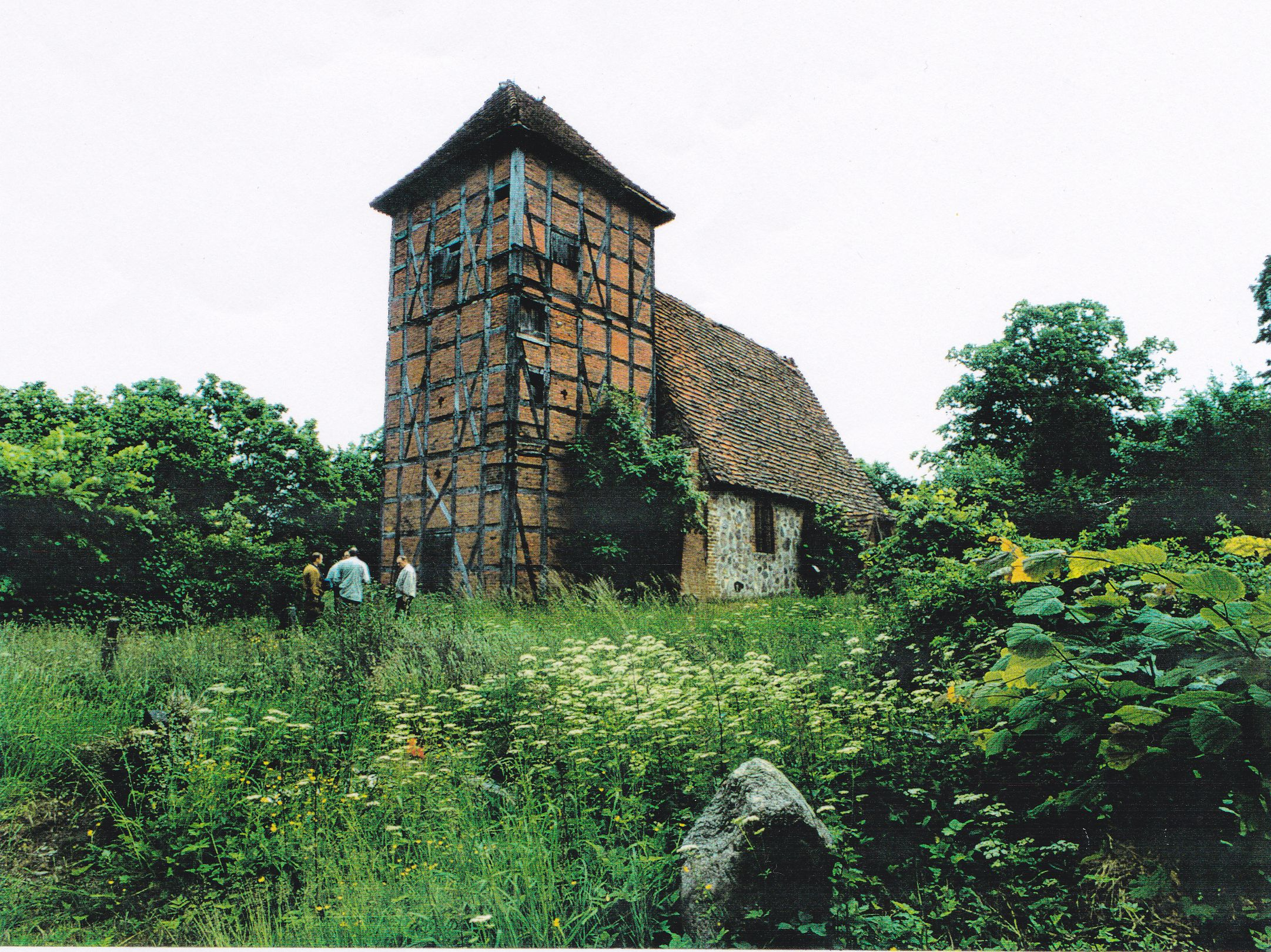
Erste Bauzustandsbesichtigung (1993)

Die Dorfkirche Ruest ist eine frühgotische Feldsteinkirche im mecklenburgischen Ort Ruest, einem Ortsteil der Gemeinde Mestlin im Landkreis Ludwigslust-Parchim in Mecklenburg-Vorpommern. Sie ist seit dem Mittelalter eine Filialkirche der Mestliner Kirche. Im Mittelalter war sie dem Heiligen Stephanus geweiht.

## Geschichte
Der Ortsname leitet sich aus dem altslawischen rust ab. In Anlehnung an das polnische Wort ruzczek = Mäusedorn wird Ruest als Mäusedornort gedeutet.

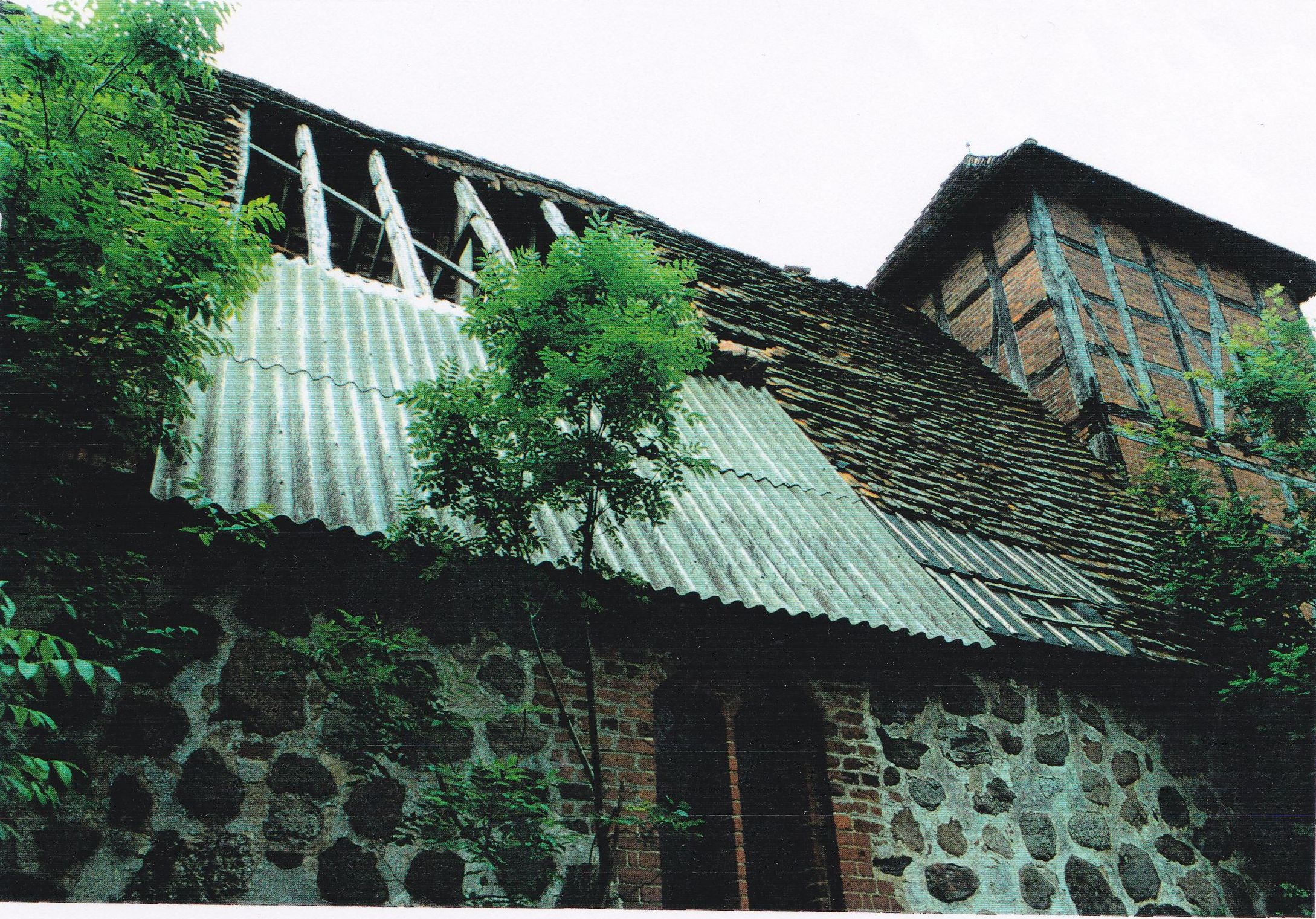
Nordseite des Kirchendachs (1993)

Ruest wurde 1352 erstmals urkundlich erwähnt, als Fürst Nicolaus IV. von Werle mit seinem Sohn Johann die Einkünfte und Besitzungen des Mestliners Dankward von Gustävel „hinter dem Dorf Mustelyn neben dem Weg nach Ruyst gelegen“, festlegte. Zeugen waren damals der Präpositus Erghardus vom Kloster Dobbertin, der Techentiner Rektor Bernhardus und der Belower Knappe Ywanus de Belowe.
Als Kirchenpatrone wurden von 1354 an die Familien von Gustävel genannt. In den Jahren von 1448 bis 1461 verkauften sie ihre Besitzungen und das Kirchenpatronat an den Propst Nicolaus Beringher und die Priorinnen Gehse Dessyn und Ermegard Oldenboghes vom Kloster Dobbertin. Ruest war 1496 das drittgrößte Klosterdorf.
1557 wurde laut Visitationsprotokoll das Kirchenpatronat nach wie vor vom Kloster Dobbertin ausgeübt und Achim Plagemann und Wilken Dolgen als Kirchenjuraten in Ruest genannt. Die Aufgaben, Pflichten und Rechte der Kirchenjuraten beinhalteten vor allem die Verwaltung des Besitzes des Kirchspiels, wie die Bestellung des Kirchenackers, die Einbringung der Ernte und die Werterhaltung der kirchlichen Gebäude.
Während des Dreißigjährigen Krieges zogen 1627 die schwedischen Truppen mit Oberst Hunnich auch durch Ruest. Nach Bränden und Plünderungen waren alle Hufen, die Gehöfte und das Land der Bauern verwüstet. Auch die Kirche wurde in Mitleidenschaft gezogen, schwer beschädigt und ihrer Ausstattung beraubt. Da das Kirchenpatronat und somit die Baulast beim Kloster in Dobbertin lagen, waren für die Beschaffung neuer Ausstattungen die dortigen Klostervorsteher gefragt. Um 1650 wohnte der Pastor Johann Simonis im Vicarien-Katen in Ruest, da das Mestliner Pfarrhaus Opfer der Kriegsunruhen geworden war. 1662 gab es in Ruest vier Bauern und zwei Kossaten als Kleinbauern ohne Zugvieh. Im Beichtkinderverzeichnis von 1704 nannte Pastor Andreas Petrie in Ruest 21 Einwohner, doch der Kirchenbau sei weiter recht schadhaft. 1754 bestand das Dorf wieder aus neun Bauernstellen, einem Schmied und einem Dorfschulzen und dem Schulhaus. Weitere interessante Begebenheiten der folgenden Jahrzehnte wurden 1785 in Ausführliche Nachricht von Kirchen und Pfarr Sachen zu Mestlin und Ruest beschrieben. Auf dem Landtag 1782 in Malchin wurde der Bau einer Scheune und 1783 auf dem Landtag in Sternberg der Bau eines neuen Bauernhauses aus Ziegeln genehmigt. Der Bau eines weiteren Bauernhauses wurde 1796 und einer Bauern-Scheune 1797 genehmigt.

## Baubeschreibung

### Äußeres

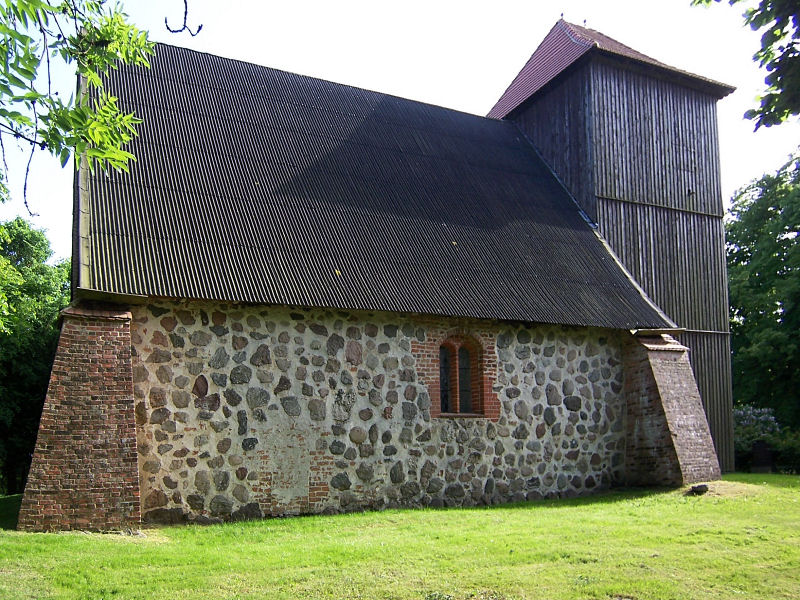
Nach der Sanierung (2008)

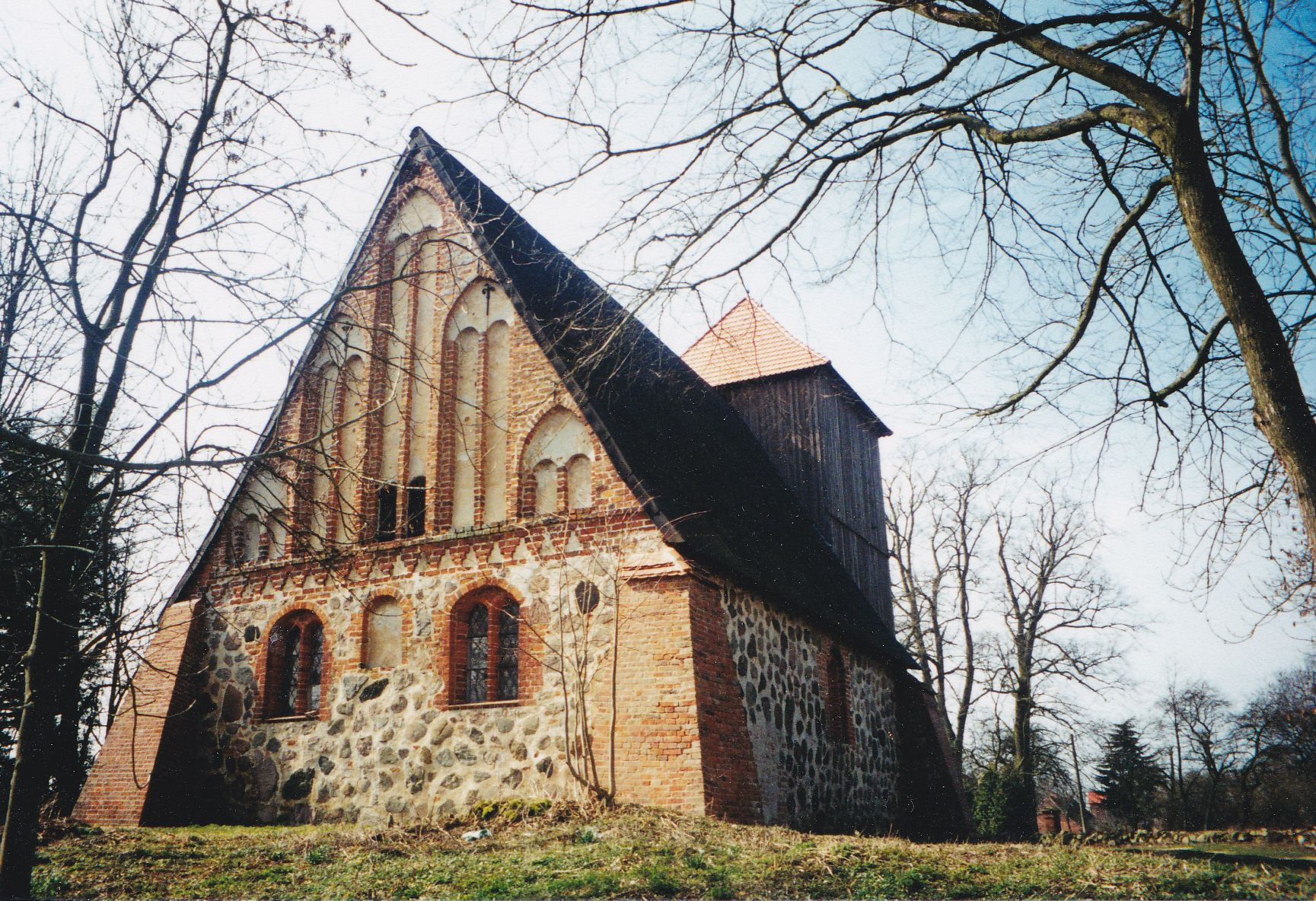
Ostgiebel (1997)

Die kleine rechteckige Feldsteinkirche ist mit seiner flachen kassettenartigen Holzbalkendecke ohne Anzeichen einer Einwölbung ein schlichter Sakralbau. Die Außenwände bestehen aus behauenen Feldsteinen, lediglich die Fensterlaibungen sind in Mauerziegeln im Klosterformat versehen. Die Fundamente sind aus Feldsteinen errichtet. Das Satteldach, das bis in die 1980er Jahre hinein mit Biberschwanzziegeln eingedeckt war, wurde in den 1990er Jahren mit Wellbitumen notgesichert. Die historisch wertvolle Dachkonstruktion besteht aus einem Kehlbalkendach mit behauenem Eichen- und Kiefernholz, das auf 1484 datiert wird. Der Sparrenabstand von 1,25 Metern wird durch ein Andreaskreuz ausgesteift.
Der östliche Blendgiebel ist das Zierlichste des ganzen Gebäudes. Er ist über einem Treppenfries mit fünf großen zweibahnigen, mit Ziegeln im Klosterformat gemauerten Spitzbogenblenden verziert. Die gotischen Nischen sind mit glattem Kalkputz versehen. Die Gebäudeecken des 10 Meter breiten und 16 Meter langen Kirchenschiffes sind durch 1777 nachträglich gemauerte, nach oben konisch zulaufende Stützpfeiler verstärkt worden. Die Kirche wurde sehr sparsam mit Fenstern ausgestattet. Die beiden flachbogigen Fenster am Ostgiebel sind zweiteilig und in Rundbogenblenden aus Mauerziegeln eingefasst. An der Südseite des Kirchenschiffes befinden sich zwei und an der Nordseite ein zweiteiliges Rundbogenfenster. Um 1597 soll es in einigen Fenstern bunt bemalte Scheiben mit Inschriften gegeben haben. Auf der Nordseite soll auf den Scheiben neben dem Wappen der von Strahlendorff auch die Namen Christopher und Hinrich von Strahlendorff samt Jahreszahl 1666 gestanden haben. An der östlichen Nordseite befindet sich ein zugemauertes Portal, das von der Innenseite noch gut erkennbar ist.
Das Eingangsportal an der Südseite hat nach innen einen Rundbogen- und nach außen einen Spitzbogen-Schluss.
Als Ersatz für den alten baufälligen Glockenturm vor dem Westgiebel hatte man mit dem Bau des 1814 auf dem Landtag in Rostock bewilligten Fachwerkturms begonnen. Erst vier Jahre später, im Sommer 1818, wurde der Kirchturmbau besichtigt und „nach Einsetzen von 12 Klammern am Fachwerk in acht Meter Höhe“ freigegeben. Der Turm hatte damals ein steiles Satteldach und war zur West- und Ostseite abgewalmt. Die Außenwände wurden bis 15 Meter Höhe in Eichenfachwerk errichtet und die 240 Gefache ziegelsichtig ausgemauert. Die Holzfachwerkkonstruktion ist durch sechs kleine und ein großes Andreaskreuz gesichert worden. Der Fachwerkturm wurde 1994 gesichert und verbrettert, ist also von außen nicht mehr zu sehen.

#### Besonderheiten

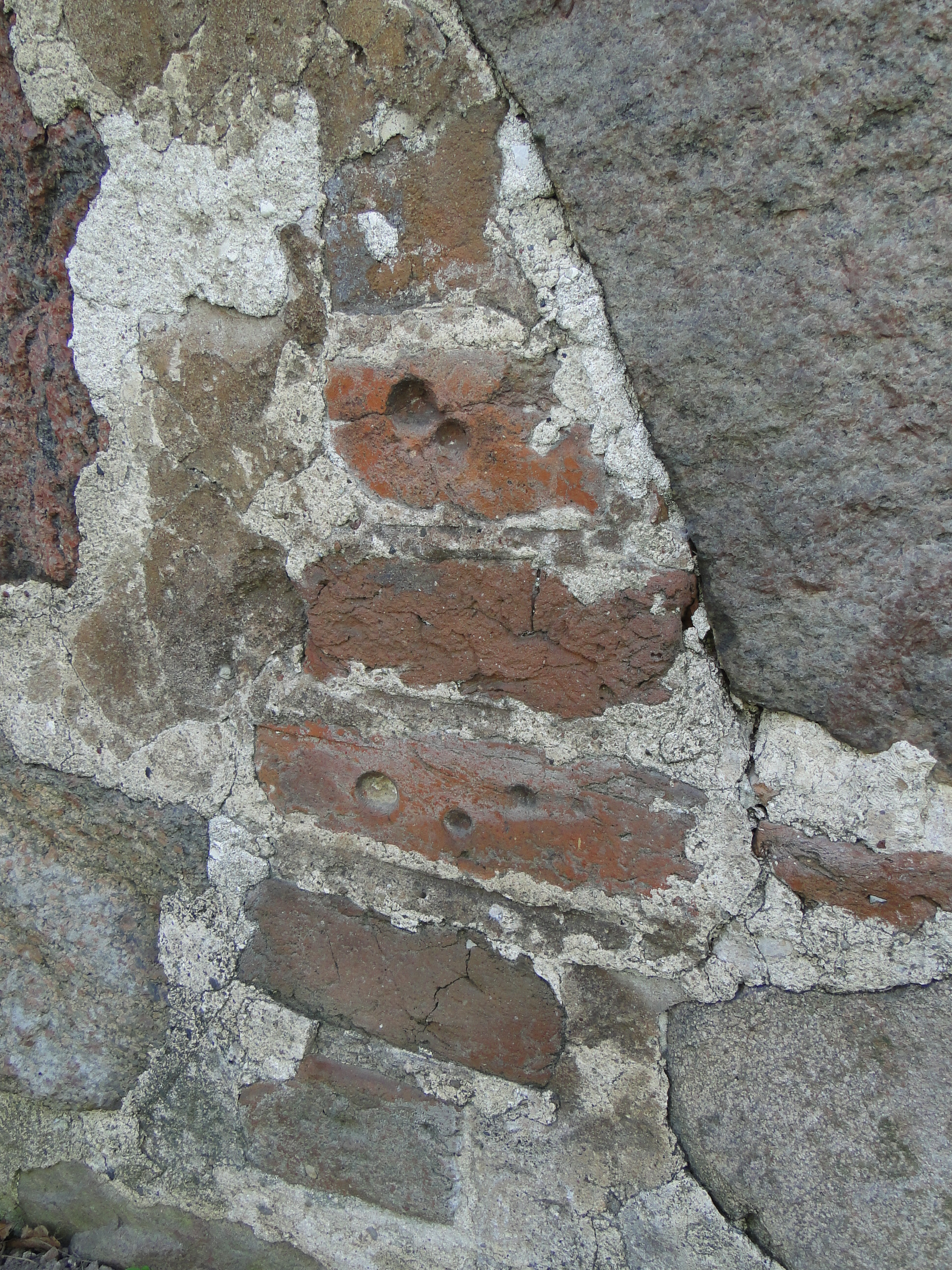
Ausschabungen an Ziegelsteinen des Ostgiebels (2011)

An der linken unteren Seite des Ostgiebels sind zwischen den Feldsteinen drei übereinander liegende Ziegelsteine mit fünf zwei bis drei Zentimeter großen ausgeschabten Rundungen zu erkennen. Diese gehen auf vergessene Rituale zurück und sind als Pestmarken bekannt. Nach früheren Überlieferungen soll das aus der Wand des geweihten Gebäudes herausgeschabte Ziegelmehl während der Pest als Wundermittel für Menschen und Tieren verwendet worden sein.
Auf dem bauzeitlichen Mörtel des Feldsteinmauerwerkes am Ostgiebel konnten Fugenritzungen als Quadrate oder Rechtecke um die Feldsteine herum entdeckt werden.

### Inneres
Der Innenraum ist mit einer flachen Balken- und Kassettendecke aus behauener Kiefer bedeckt. Im Dachstuhl verläuft über der Balkenlage ein Überzug aus Kiefernholz, der mit der Balkenlage der Kassettendecke verbolzt ist. Der Überzug wird durch senkrechte Säulen mit dem Firstpunkt der Sparren arretiert. Überzug und die senkrechten Säulen sind aus Kiefer.
Die noch vorhandene Ausstattung ist nachreformatorisch. Das Gestühl ist einfach und ohne Schmuck. Das brauchbare Gestühl kam zur Kirche nach Dabel. Doch um 1758 gab es neben dem Beicht- und Küsterstuhl nahe der Kanzel noch elf Sitze für den Herrn Verwalter zu Dinnes und den Hofleuten von Ruest, der letzte Stuhl war für die Leute aus Klein Pritz. Nach diesen folgten sämtliche Frauenstühle der Rüster Gemeinde in der gewöhnlichen Richtung nach der Breite.
Der Fußboden ist mit Mauerziegeln ausgelegt. Im Altarbereich befinden sich achteckige Ziegelplatten.

#### Altar

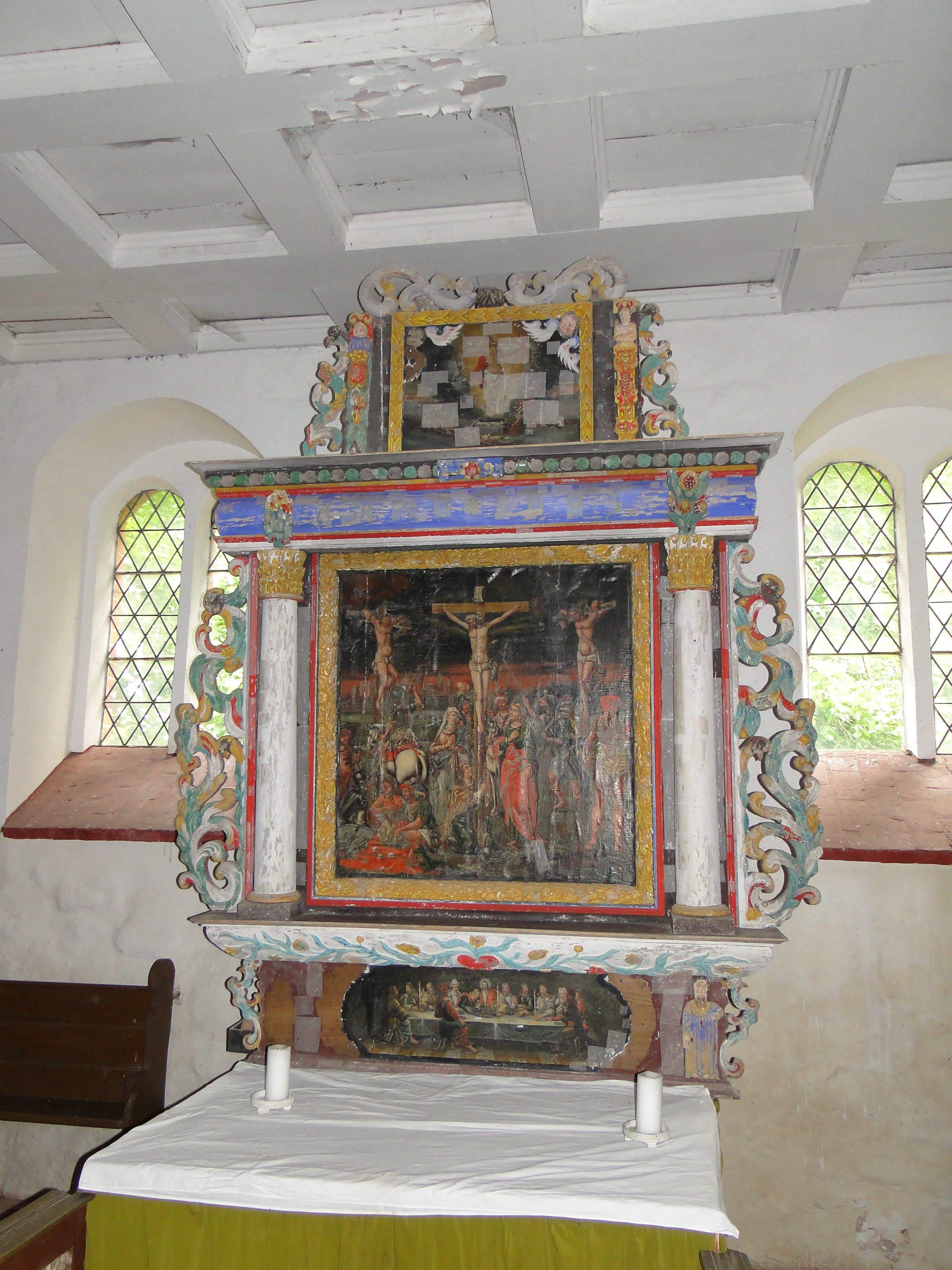
Altaraufsatz (2012)

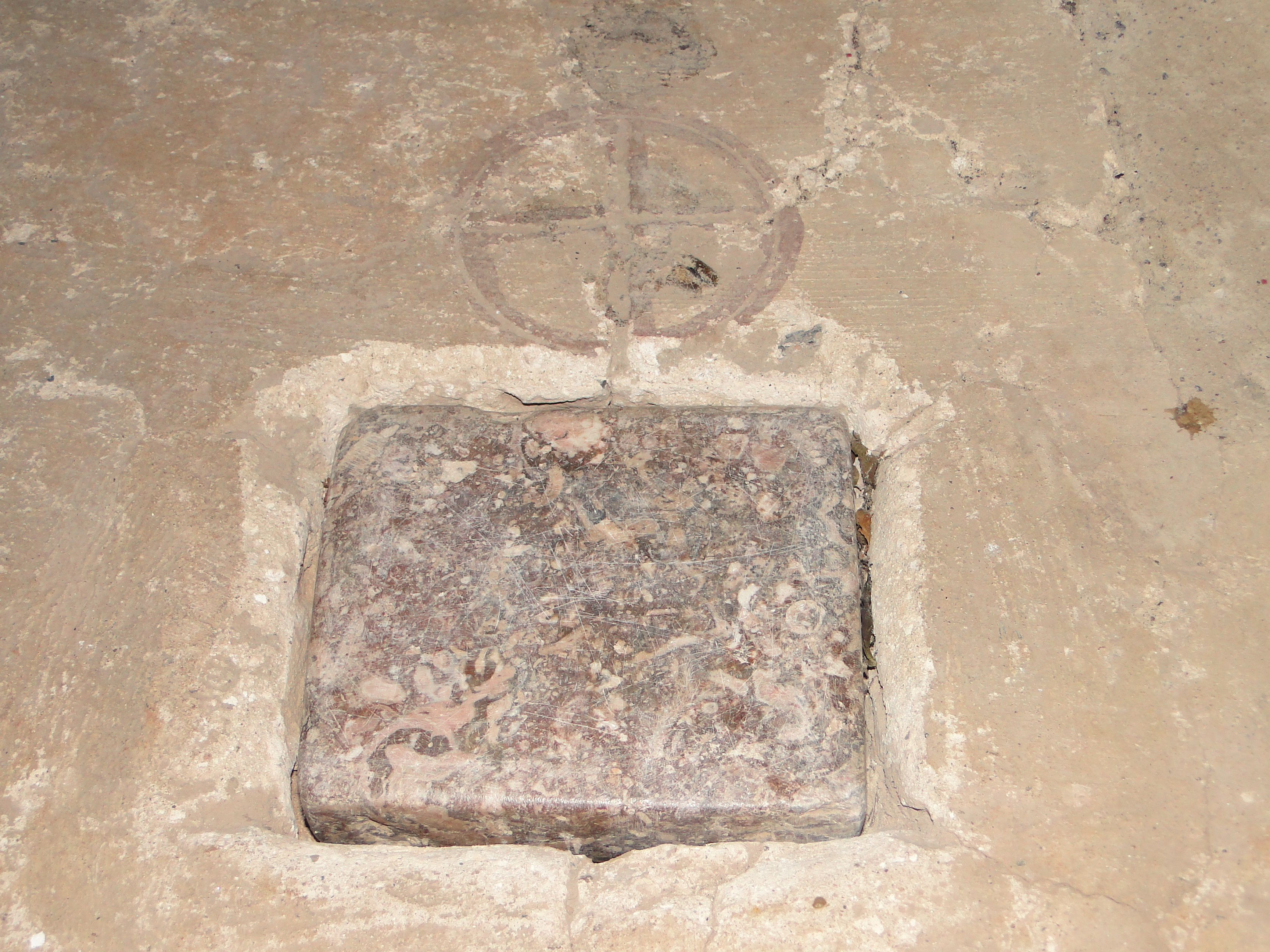
Weihekreuz und Naturstein auf dem Altartisch (2012)

Der dreigeschossige, mit reichem Schnitzwerk, Vergoldung und Malereien versehene Altaraufsatz ist fast identisch mit dem zu Mestlin. Auch er wurde 1693 von Caspar Hirsch, einem Tischler und Bildhauer aus Sternberg, gefertigt. Den alten Altar nahm der Tischler mit in Bezahlung. Für die Malerey und Vergoldung war der Güstrower Künstler Borchard Bohme zuständig. Bei der Abendmahlsszene war von den gewöhnlichen Fehlern des Malers die Rede und auch die Bildhauer-Arbeiten seien nicht zum besten gerathen.
Pastor Andreas Petri, zuvor Kantor in Sternberg, hatte großen Anteil an der Beschaffung der Kirchenausstattung. In der Pfarrchronik schrieb Pastor Johann Clamor Buchholz 1785 dazu: Durch Beförderung des Closters und anderer Gutthätigen hat der Tischler Caspar Hirsch zu Sternberg den Altar erbauet. Vermutlich hatte es schon langjährige Kontakte zwischen Hirsch, Bohme und den Pastoren, auch zu den drei Szenen der biblischen Geschichte, gegeben.
Der barocke Altar gliedert sich in den Altaraufsatz mit dem Bild von der Auferstehung. Darunter befindet sich das Hauptgesims mit vergoldeter lateinischer Inschrift auf himmelblauen Grund. Im Retabel auf den zwei Säulen mit vegetabilen Schnitzereien ist die Kreuzigung zu sehen. Auf der Predella über dem Altartisch befindet sich die Abendmahlsszene.
Als Andenken für die Schaffung des Altars steht auf der Rückseite: Anno 1693 ist dieser Altar Gott zu Ehren und der Kirche zur Zierd, aus bey Hülffe guthätiger Freunde und dieser Gemeine verfertigt, da Kirchen Patron war Herr Christoff Friedrich von Jasmundt, Pastor Herr Johannes Simonis, und Herr Andreas Petri. Vorsteher Joachim Wiese, Michel Soltow.
Der massive, mit Klosterformatsteinen gemauerte Altartisch wird in das Mittelalter, vermutlich in die Entstehungszeit der Kirche, datiert. Oberseitig mit einem Kalkmörtel glatt verputzt, befinden sich an jeder Ecke des Tisches kleine eingeritzte Weihekreuze, die nachträglich mit roter Farbe nachgezogen wurden. In der Mitte des Altartisches befindet sich neben dem Weihekreuz eine fast quadratische Öffnung von 15 × 13 cm, welche mit einem farbig strukturierten Naturstein mit glatter Oberfläche abgedeckt ist. Pastor Johann Clamor Buchholz schreibt 1758 in seinen Aufzeichnungen dazu: Auch auf dem Altar liegt unter der Decke eine Fliese von Marmor, die in alten Zeiten was besonderes bedeutet haben muss. Vielleicht ist das Hochwürdige unter der Messe darauf gesetzt worden. Diese scheint der Aufmerksamkeit der Visitatoren gleich den Marien-Bildern entgangen zuseyn. Jetzt ist dieses Heiligthum, so es anders eines gewesen, ganz vergessen und vertritt die Stelle eines gemeinen Mauersteines.
Der Ruester Altar wird noch genutzt, befindet sich aber in einem schlechten Zustand und müsste eigentlich restauriert werden – steht er doch schon mehr als 300 Jahre an diesem Ort.

#### Kanzel
Die reich mit Schnitzereien, Engelsköpfen und Intarsien versehene qualitätsvolle Holzkanzel aus Eichenholz von 1690 steht an der Südwand. Neben einem Pult und einer Klappe zum Sitzen hing an der Wand eine Sanduhr, die damals schon schadhaft war.

#### Taufstein und Taufengel
Ein Taufstein hat es schon vor 1785 gegeben, denn „die sehr alte Tauffe steht schon vor meiner Zeit auf dem Kirchen Boden“, berichtete Pastor Johann Clamor Buchholz.
Den Taufengel hatte der damalige Pächter Kossel von Bolz und Dinnes der Kirche geschenkt und vor dem Altar aufgehängt. Als er mehrmals abfiel und Gefahr drohte, wurde das Gehengsel  mit Zustimmung der Gemeinde entfernt.

#### Orgel
Der Mestliner Pastor Heinrich Birckenstaedt übermittelte 1865 den Klostervorstehern in Dobertin den Wunsch der Ruester Kirchengemeinde nach einer Orgel in der dortigen Kirche. Nach Beschluss der Committe auf dem Landtag am 22. November 1865 in Sternberg durften mit den Klingelbeuteln Erträge für die Anschaffung einer Orgel gesammelt werden. Bedingungen waren, dass nach Ablauf von fünf Jahren die fehlende Summe aus der Klosterkasse zu genehmigen sei und die Gemeinde den Küster für das Orgelspielen honoriere sowie die Orgel erhalte.
Die siebenregistrige Brüstungsorgel wurde 1873 beim Orgelbauer Friedrich Hermann Lütkemüller in Wittstock bestellt und 1874 auf der Westempore eingebaut. Es ist ein Serienprospekt im neoromanischen Stil mit fünf rundbogigen Pfeifenfeldern und linksseitigem Spieltisch. Das Schleifladen-Instrument hat folgende Disposition:
| Manual C–d3 |                        |    |
| 1.          | Prinzipal              | 8′ |
| 2.          | Gedackt                | 8′ |
| 3.          | Salicional (C–H aus 1) | 8′ |
| 4.          | Praestant              | 4′ |
| 5.          | Floete                 | 4′ |
| 6.          | Octave                 | 2′ |

| Pedal C–c1 |        |     |
| 7.         | Subbaß | 16′ |

Das Pedal ist fest an das Manualwerk gekoppelt. 
Organist war von 1874 bis 1885 der Küster Johann Friedrich Theodor Mamerow aus Mestlin.
Am 4. Mai 1917 wurden für Rüstungszwecke 35 Prospektpfeifen mit einem Gewicht von 25 Kilo entnommen und mit 195 Mark entschädigt. Die Orgelpfeifen konnte man nach 1918 wieder einsetzen. Doch die Orgel ist seit Jahrzehnten nicht mehr spielbar; Schädlinge haben die Tontraktur und Pfeifen stark beschädigt, wie 1987 nach einer Begutachtung ein Orgelbaumeister feststellte.

#### Glocken
Im Glockenstuhl des Ruester Holzturms hingen bis 1917 drei Bronzeglocken. Die beiden älteren kamen 1989 in die Mestliner Kirche.
Als erster Kirchenpatron stiftete 1389 Dankwart von Gustävel die erste große Bronzeglocke. Die große, 640 kg schwere mit einem Durchmesser von 1,10 Meter wurde 1389 zu Ehren des Heiligen Stephanus als Schutzpatron der Ruester Kirche gegossen. Die zweizeilige Inschrift lautet: Anno Domini MCCCLXXXIX. In majorem venerationem beati Stephani protomartyris, temporibus Jowiz, Reyctoris in Mestlin (= Im Jahr des Herrn 1389 zur größeren Ehre des ersten Märtyrers Stephanus, zur Zeit, als Joviz Rektor (Priester) in Mestlin war). Die untere Schrift: O Rex Christi! Veni de Choris cum coelesti! (= O König Christus, komme zum Chor mit den Hinmmlischen)
Die zweite Glocke ließ das Kloster Dobbertin gießen. Sie wurde 1511 umgegossen. Auf der 0,81 Meter Durchmesser großen Bronzeglocke sind zwischen den Inschriften neben dem Heiligen Augustinus und dem Heiligen Nikolaus noch die Heilige Maria mit dem Kinde und weitere Figuren zu sehen. Auch der Name des damaligen Kirchherrn Hendrick van campen ist zu lesen. Die Glocke ist heute in Mestlin.
Die kleinste Glocke von 0,6 Meter Durchmesser, ohne Inschrift und Gießerzeichen, wurde am 16. Juni 1917 für Rüstungszwecke im Ersten Weltkrieg beschlagnahmt und vom Stellmacher Dau mit wenigen Hammerschlägen zerschlagen.

## Baugeschichte
Mit dem Bau der kleinen Feldsteinkirche muss um 1387 begonnen worden sein, da der erste Glockenguss 1389 erfolgte. Das "gegengemauerte Gespärre des Bauholzes" am Westgiebels wurde nach dendrologischen Untersuchungen auf um 1484 datiert. Für die Feldsteinkirche sammelte man von den umliegenden Feldern die unbehauenen Feldsteine. Die gebrannten Mauerziegel kamen als Reste vom Bau der Mestliner Kirche.
Der hölzerne "nicht sehr grade gebaute" Turm war mit dem Kirchenbau nicht verbunden, aber der Glockenstuhl schon für drei Glocken vorgesehen. "Er war ein sehr altes unschickliches Gebäude, das beynahe alle möglichen Mängel an sich hat, und nicht gar lange mehr bestehen kann. Er ist sehr wahrscheinlich noch der alte, den man gleich anfangs hier erbauet hat und mit der größeren Glocke von eynerley Alter."
Das während des Dreißigjährigen Krieges beschädigte Turmdach wurde erst 40 Jahre später repariert. 1765 war das mit Mönch-und-Nonne-Dachziegeln eingedeckte Kirchendach so schadhaft, dass bei Regenwetter der Gottesdienst gestört wurde. 1777 wurden die zum Teil abgefaulten Balkenköpfe und schadhaften Sparren ausgewechselt, der Dachboden erneuert und das Dach mit Biberschwanz-Dachziegeln neu eingedeckt.
Pastor Johann Clamor Buchholz berichtete darüber 1785: Weil überhaupt der ganze Bau, wie gesagt, sehr nachlässig scheint betrieben zu seyn, und wohl gar ohne Riß, von unerfahrenen Maurern und Gutdüncker ausgeführt, so sind daher auch die obbemeldeten Risse und Ausweichungen der Seiten desto fühglicher zu erklären. Zur Vermeidung weiterer starker Risse hatte man schon vor langen Zeiten ein paar Pfeiler angebracht, die im Grunde zu niedrig waren. Es gibt daher an beyden Ecken hinter dem Altar noch ansehnliche Risse, worauf ich bereits die Hl. Patrone aufmerksam zu suchen gemacht habe.

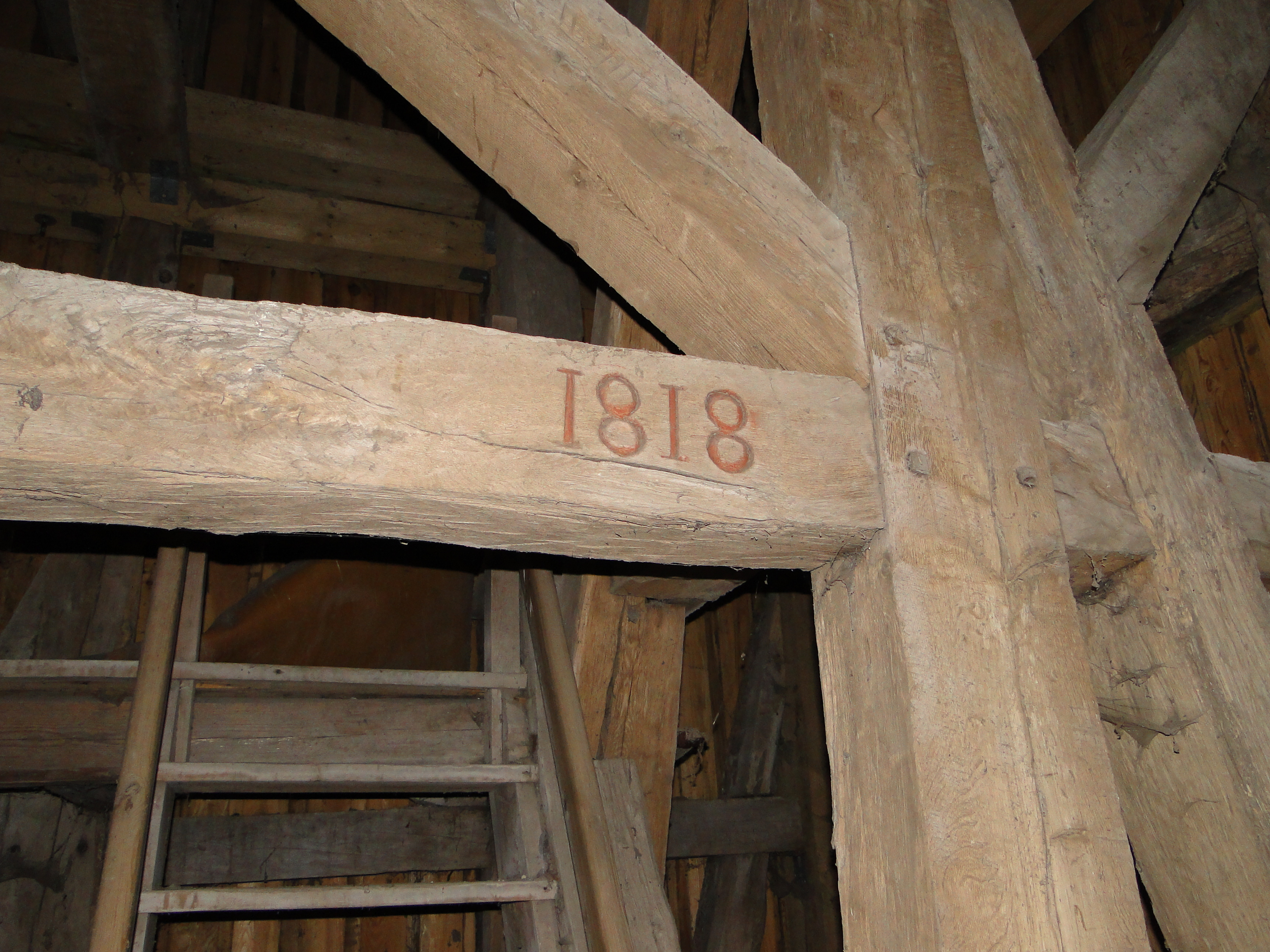
Baujahr im Turmgebälk (2012)

1818 wurde für den baufälligen, Jahre zuvor schon abgebrochenen hölzernen Glockenturm ein neuer Fachwerkturm durch das Klosteramt Dobbertin errichtet.
Nach der großen Bauernflucht von zwölf Bauern und sechs Neubauern Ende Juli 1952 wurde auch die Kirche kaum noch genutzt. Der letzte Gottesdienst fand 1982 statt. Wegen Einsturzgefahr des baufälligen Turmes läuteten seit 1987 die Glocken nicht mehr. Die Kirche war dem Verfall preisgegeben und sollte nach der politischen Wende von der Landeskirche sogar verkauft werden. Der nachfolgende Zeitungskrieg sorgte als Fall Ruest auch außerhalb von Mecklenburg für Schlagzeilen. Sogar 1952 geflüchtete ehemalige Ruester Bürger kamen und halfen. Weitere engagierte Personen, wie die Schweriner Architektin Eva-Maria Hetzer, halfen seit 1993 mit Sofortmaßnahmen bei der Sicherung der einsturzgefährdeten Kirche. An deren Rettung beteiligten sich neben dem Land Mecklenburg-Vorpommern auch der Freistaat Bayern, die Bayerische Evangelisch-Lutherische Kirche, der Verein Dorfkirchen in Not, die Messerschmitt Stiftung und die Deutsche Stiftung Denkmalschutz. Doch durch starke Stürme stürzte Anfang April 1994 auf der Nordseite das Dach von zehn Metern Länge ein. Nicht nur die Nägel der Dachlatten waren durchgerostet. Mit den durchgeführten Notsicherungsmaßnahmen konnte 1995 das teilweise eingestürzte Dach repariert und mit Wellbitumen versehen, um so weitere Feuchteschäden im Kircheninnern zu vermeiden. Die Mauerziegel im desolaten Fachwerk wurden entfernt und der Kirchturm nach statischer Sicherung 1996 mit einer Holzschalung verkleidet.
Am 5. Oktober 1996 erfolgte durch den Mestliner Pastor Jens Krause die feierliche Einweihung, an der auch viele ehemalige Ruester Bürger teilnahmen. Hatte Ruest 1952 neben der Kirche noch 26 Bauerngehöfte, stehen heute nur noch sechs Häuser im Dorf.

## Pastoren
Namen und Jahreszahlen bezeichnen die nachweisbare Erwähnung als Pastor. Da Ruest eine Filialkirche von Mestlin war, wohnten alle Pastoren in Mestlin.
- erwähnt 1352 Hermann von Gutztrow, Priester.[43]
- 1352–1381 Heinrich Praemuhle/Hinrich Pramitten als Rektor der Kirche und Kirchherr zu Mestlin.[44]
- 1381–1389 Rektor Johann Wytz auch Kirchherr zu Mestlin.[45]
- erwähnt 1439 Andreas Altona als Priester und Vikar.
- erwähnt 1447 Peter Winckler, Kirchherr.
- 1511–1541 Heinrich von Campen, Kirchherr.
- 1541–1557 Joachim Harney war nach dem Visitationsprotokoll von 1557 ein alter schwacher Meßpfaffe, der nicht studiert hatte, ganz untüchtig, da er den Katechismus nicht kannte und von der Lehre nichts verstand, sodaß er sich selbst für unfähig zum Predigeramte erklärte.
- erwähnt 1569 Nicolaus Georgius.
- erwähnt 1584 Johann Leonisius aus Parchim.
- 1585–1612 Andreas Schnepel aus Sternberg.
- 1617–1638 Bartholomäus Simonis aus Malchow.
- 1638–1645 durch Kriegsereignisse auch in Mestlin kein Gottesdienst durchgeführt.
- 1645–1688 Johann Simonis aus Mestlin, Sohn des Vorgängers.[46]
- 1688–1705 Andreas Petri, vorher Kantor in Sternberg, ein Mann von guter Wissenschaft, munterem Wesen und anständlichen Sitten.
- 1706–1716 Georg Brennecke aus Parchim.[47]
- 1717–1753 Carl Helmuth Neander.[48]
- 1753–1793 Johann Carl Clamor Buchholz, schrieb 1784 bis 1785 die Buchholz-Chronik.
- 1793–1816 Johann Adam Schulz aus Egeln bei Halberstadt.
- 1816–1829 Martin Joachim Jakob Heydemann aus Lexow bei Malchow.
- 1830–1871 Johann Heinrich Birkenstädt aus Granzin bei Lübz.
- 1872–1895 Ludwig Heinrich Hunzinger, vorher in Dreilützow.
- 1895–1918 Karl Axel Albert Theodor Erich Walter aus Alt Meteln.
- 1918–1933 Friedrich August Alexander Wehner, vorher in Kladrum.
- 1933–1938 Otto Schmidt.
- 1938–1974 Friedrich Hermann Georg Heise.
- 1974–1982 vakant
- 1982–1991 Matthias Ortmann.
- 1993–2005 Jens Krause, von Mestlin.
- 2005 aktuell Kornelius Taetow, von Mestlin.

## Kirchhof

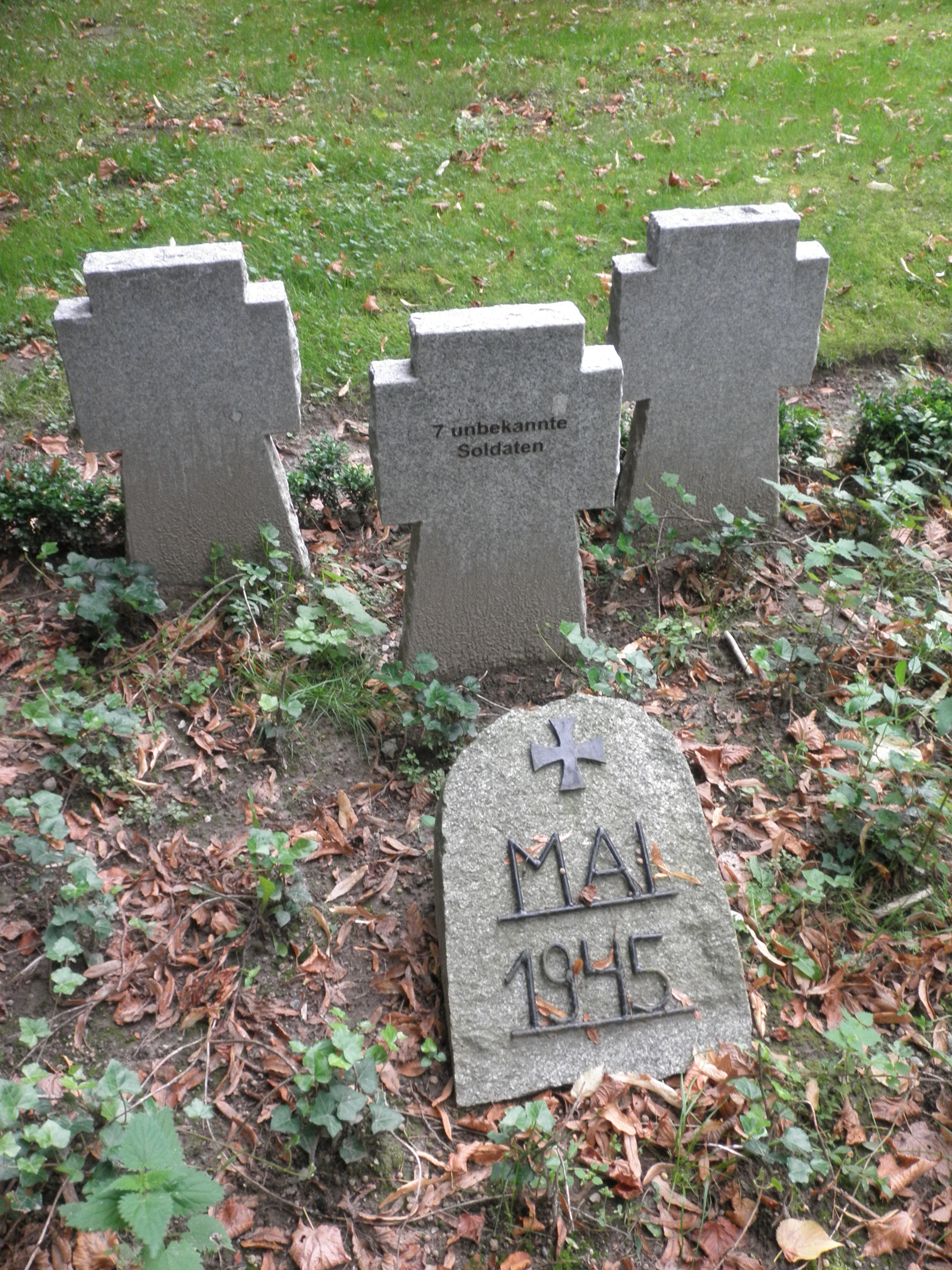
Grab von sieben unbekannten deutschen Soldaten in Ruest (2011)

Auch in der Kirche erfolgten Bestattungen von Persönlichkeiten, wie aus Dinnies und Klein Pritz. So im September 1755 Georg Hinrich Grell, ein vieljähriger Administrator verschiedener adliger Güter, hier aus Dinnis. Vor dem Altar wurden 1772 der Rittmeister von Memerty aus Klein Pritz und 1775 seine Frau Dorothea, geborene von Grabow bestattet. 1781 wurde der Jagd-Juncker Gottfried Ludewig von Bülow aus Klein Pritz "nahe der Kirchen Thür" bestattet. Nach 1780 wurde die Kirchhofsmauer repariert. Sie war mit einer Feldsteinmauer und Pfeilern umgeben und der Eingang mit einem Holztor aus Eiche verschlossen. Die Grabstellen für Dinnies und Klein Pritz befanden sich auf der Nord- und Westseite der Kirche. Die Ruester hatten freie Begräbnisplätze auf der Süd- und Ostseite. Bei Gottesdiensten und anderen Amtsvorrichtungen durften der Pastor, der ja aus Mestlin kam, seine Pferde sogar auf dem Friedhof weiden lassen.

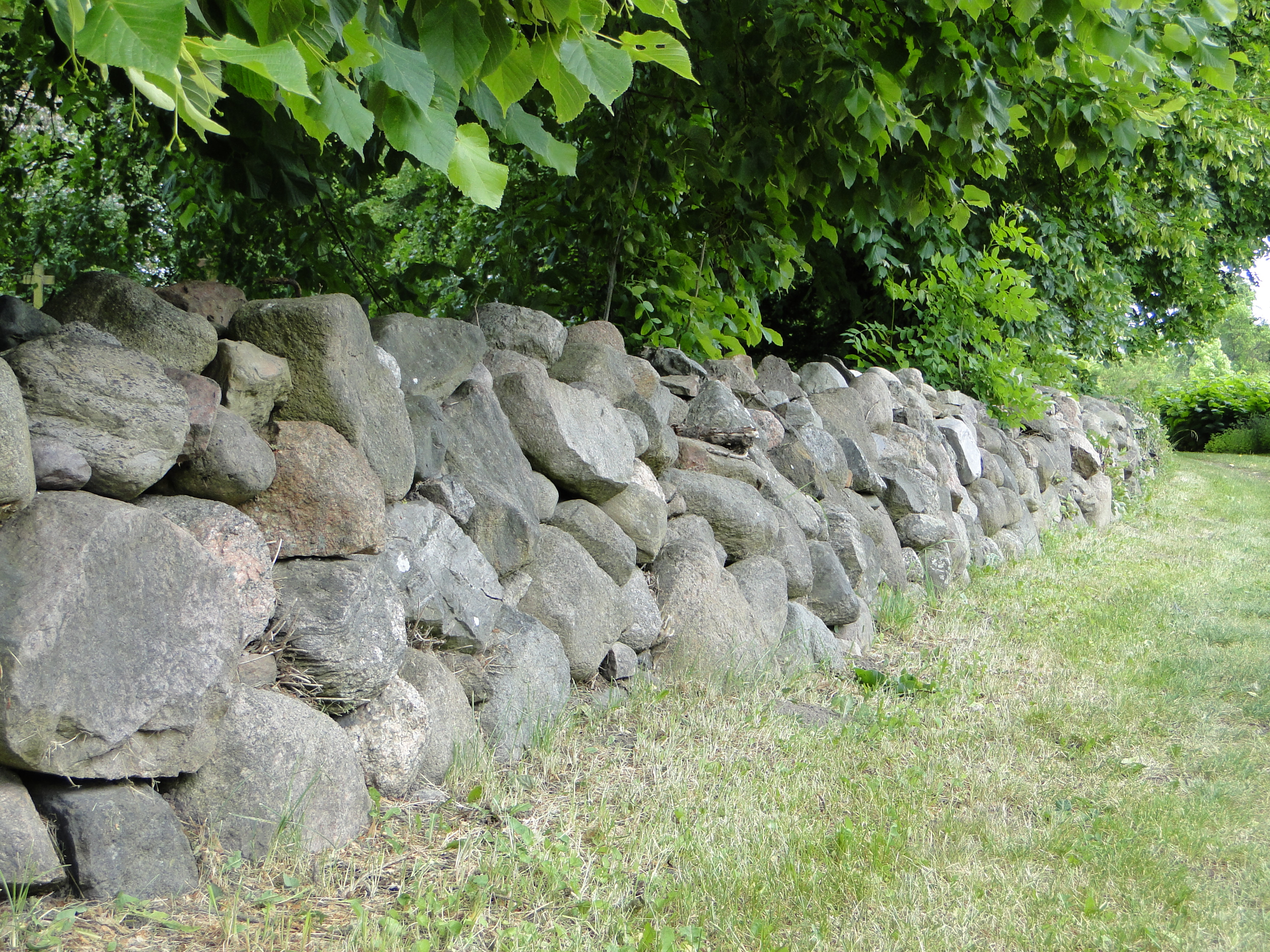
Feldsteinmauer um den Kirchhof (2012)

Am 5. Februar 1949 stellte der Rat der Gemeinde Ruest den Antrag, die Friedhofsmauern abbrechen zu dürfen, um mit dem Material fünf Neubauernställen gemäß Befehl 209 in der Gemeinde zu errichten. Heute ist das gesamte Kirchengelände wieder mit einer Trockenmauer aus Feldsteinen umgeben.
Nahe dem Denkmal für die im Ersten Weltkrieg gefallenen Ruester Soldaten befindet sich noch ein Gemeinschaftsgrab für sieben namentlich unbekannte deutsche Soldaten, die im Mai 1945 am Brandmoor südlich vom Ort von russischen Soldaten erschossen worden sind.

## Heutige Kirchengemeinde
Die Ruester Kirchengemeinde gehört seit jeher als Filialkirche zur Kirche Mestlin. Die Evangelisch-Lutherische Kirchengemeinde Mestlin umfasst die Orte Dinnes, Groß Niendorf mit Kirche, Hohen Pritz mit Kirche, Klein Pritz, Kukuk, Mestlin mir Kirche, Mühlenhof (Techentin), Ruest mit Kirche und Vimfow. Die Kirchengemeinde gehört zur Propstei Parchim im Kirchenkreis Mecklenburg der Nordkirche und ist mit den Kirchengemeinden Kladrum und Techentin mit ihren insgesamt neun Dorfkirchen verbunden. Das Pastorat befindet sich in Mestlin. Gottesdienst wird in Ruest in jedem Jahr am Himmelfahrtstag gemeinsam für alle drei Kirchengemeinden gefeiert.

### Gedruckte Quellen
- Mecklenburgisches Urkundenbuch (MUB)
- Mecklenburgische Jahrbücher (MJB)

### Ungedruckte Quellen
Landeshauptarchiv Schwerin (LHAS)
- LHAS 1.5-4/3 Urkunden Kloster Dobbertin
- LHAS 2.12-3/5 Kirchenvisitationen
- LHAS 3.3-3/1 Landeskloster/Klosteramt Dobbertin. Nr. 3164 Kirchenrechnungen 1820–1825, Nr. 3897 Einnahmen und Ausgaben Kirche Ruest 1780–1800, 1830–1833, Nr. 3905 Ruester Kirchenquittungen 1741–1748, Nr. 4171 Verordnung wegen Läuten der Kirchenglocken bei Sterbefällen 1774, Nr. 4172 Revisionsprotokolle 1661, 1719–1721, 1834, Nr. 4179 Reparatur der Kirche 1857–1860.
- LHAS 3.2-4 Ritterschaftliche Brandversicherung
- LHAS 5.11-2 Landtagsverhandlungen, Landtagsversammlungen, Landtagsprotokolle und Landtagsauschuß
- LHAS 5.12-4/2 Mecklenburgisches Ministerium für Landwirtschaft, Domänen und Forsten
- LHAS 10.9 LA Nachlass Lorenz, Adolf Friedrich. 1884–1962, Mappe 15, Baupläne Kirche, Grundriss, Seitenansicht 1952.

Landeskirchliches Archiv Schwerin (LKAS)
- LKAS, OKR Schwerin, Specialia, Abt. 1. Nr. 77 Umpfarrung der Ortschaft Schlowe von Ruest nach Borkow, Abt. 3. Nr. 459 Stolgebühren 1880–1907, Abt. 4. Nr. 629 Kirchenweg von Schlowe nach Ruest und Klein Pritz 1882.

Landesamt für Kultur und Denkmalpflege (LAKD)
- Andreas Baumgart: Dorfkirche zu Ruest, Barockaltar 1693. Restauratorische Bestanderfasung und Farbfassubgsuntersuchungen, Rethwisch 2000.